# Алберто Ацо I д’Есте
Вижте пояснителната страница за други личности с името Алберто Ацо д’Есте.
Алберто Ацо I д'Есте (Alberto Azzo d'Este, * 970, † 1029 в замък Гибихенщайн в Хале), е маркграф на Анкона, маркграф на Източна Лигурия (Отбертинова марка), граф на Луни, Генуа и Тортона. Член на фамилията Отбертини и първият известен член на рода Есте в периода преди пристигането им във Ферара, той е засвидетелстван в документи от 1011 до 1026 г.

## Произход
Той е вторият син на пфалцграф и маркграф Оберто II († сл. 1014) и Райленда, дъщеря на граф Рипранд. Дядо му по бащина линия е Оберто I, пфалцграф на Италия, маркграф от фамилията Отбертини. Има шест братя и една сестра:
- Хуго († ок. 1035), маркграф на Източна Лигурия, граф на Генуа
- Берта († 29 декември 1037), маркграфиня на Ивреа и кралица на Италия като съпруга на Ардуин от Ивреа, и маркграфиня на Торино като съпруга на Оделрик Манфред II
- Адалберт IV, маркграф на Източна Лигурия
- Анселм († 1047?)
- Оберто III († сл. 994), граф на Виченца
- Гвидо († 1037)
- Обицо, маркграф на Източна Лигурия

## Биография
Преди да се стигне до представителите на Есте в град Ферара трябва да мине едно поколение – всъщност неговият син Алберто Ацо II се смята за истинският родоначалник на Дом Есте.
Алберто Ацо I се появява за първи път в хрониките през 1011 г. На 10 май 1013 г. той е избран за missus dominico в Италия. През 1014 г. по-големият му брат Хуго умира и Алберто Ацо I наследява Отбертиновата марка (Маркграфство Източна Лигурия) с графствата Луни, Генуа и Тортона. Той споделя титлата „маркграф на Милано“ с братята си Адалберто и Обицо. Неговата сестра Берта се омъжва първо за Ардуин от Ивреа (веднъж узурпатор на трона на Италия срещу император Хайнрих II от Свещената Римска империя) и после за Оделрик Манфред II. Алберто Ацо I се жени за Аделхайд от Салическата династия.
Първоначално Алберто Ацо I и братята му Хуго, Адалберт IV и Гвидо подкрепят Ардуин от Ивреа срещу Хайнрих II, но през 1014 г. те не се противопоставят на коронацията на императора като крал на Италия. През май същата година, след заминаването на императора, те все пак помагат на брат си. По-късно Хайнрих II обсажда Павия, Верчели и Новара. През 1019 г. Алберто Ацо I се помирява с императора, но през 1022 г. братята му са заловени от армиите на Хайнрих и са изправени на съд в Монселиче.
В обхвата на комитатите на Отбертиновата марка постепенно са отнети юрисдикциите на градовете, които стават от автономни независими:
- Генуа от 958 г. в полза на епископите и след това на консулската комуна (от 1099 г.)
- Тортона от 979 г. в полза на епископите и след това на комуната (от 1122 г.)
- Луни от 981 г. в полза на епископите
- Бобио от 1014 г. в полза на епископите-графове и следователно на „Епископско графство Бобио“
- Милано от 1046 г., в полза на епископите и след това на консулската комуна (от 1117 г.)

През пролетта на 1026 г. Алберто Ацо I и Оделрик Манфред II защитават Павия срещу силите на император Конрад II Салически, наследник на Хайнрих II.
Умира на ок. 59 г. в Хале.

## Брак и потомство
∞ за Аделхайд (ок. 975, † сл. 1012) от Салическата династия, дъщеря на Бозон, граф на Сабионета, както и роднина на Ланфранко, граф на Ауция, от която има син и дъщеря:
- Аделазия д'Есте (* ок. 995, † сл. 1055), ∞ за Анселм II, маркиз на Савона и син на Анселм I, от когото има трима сина;
- Алберто Ацо II д’Есте (* 996, † 1097), нар. също Албертацо, първи маркиз на Есте от 1039 г., маркграф на Източна Лигурия, граф на Луни от 1029 г., граф-консорт на Мен (1069 – 1070), основател на Дом Есте и прародител на Младите Велфи (Велфи-Есте) – кадетски клон на Есте; ∞ 1. ок. 1035 г. за графиня Кунигунда от Алтдорф (* 1020, Вайнгартен; † 31 август 1057), сестра на херцог Велф III от Каринтия и последната наследница на Велфите, от която има един син, 2.  1049/1051 за Гарсенда от Мен (* ок. 1030, † сл. 1071), дъщеря на граф Херберт I и наследница на Графство Мен, от която има двама сина, 3. за Матилда Палавичини, сестра на епископа на Павия Гулиелмо д'Есте, от която има една дъщеря. .